# Unicodeblock Bhaiksuki
Der Unicodeblock Bhaiksuki (U+11C00 bis U+11C6F) enthält die ostindische Bhaiksuki-Schrift, welche im 11. und 12. Jahrhundert für Sanskrit verwendet wurde.

## Tabelle
| Unicodenummer   | Zeichen (400 %) | Kategorie                               | Bidirektionale Klasse       | Offizielle Bezeichnung          | Beschreibung                          |
| --------------- | --------------- | --------------------------------------- | --------------------------- | ------------------------------- | ------------------------------------- |
| U+11C00 (72704) | 𑰀               | anderer Buchstabe, Silbe oder Ideogramm | links nach rechts           | BHAIKSUKI LETTER A              | Bhaiksuki-Buchstabe A                 |
| U+11C01 (72705) | 𑰁               | anderer Buchstabe, Silbe oder Ideogramm | links nach rechts           | BHAIKSUKI LETTER AA             | Bhaiksuki-Buchstabe Aa                |
| U+11C02 (72706) | 𑰂               | anderer Buchstabe, Silbe oder Ideogramm | links nach rechts           | BHAIKSUKI LETTER I              | Bhaiksuki-Buchstabe I                 |
| U+11C03 (72707) | 𑰃               | anderer Buchstabe, Silbe oder Ideogramm | links nach rechts           | BHAIKSUKI LETTER II             | Bhaiksuki-Buchstabe Ii                |
| U+11C04 (72708) | 𑰄               | anderer Buchstabe, Silbe oder Ideogramm | links nach rechts           | BHAIKSUKI LETTER U              | Bhaiksuki-Buchstabe U                 |
| U+11C05 (72709) | 𑰅               | anderer Buchstabe, Silbe oder Ideogramm | links nach rechts           | BHAIKSUKI LETTER UU             | Bhaiksuki-Buchstabe Uu                |
| U+11C06 (72710) | 𑰆               | anderer Buchstabe, Silbe oder Ideogramm | links nach rechts           | BHAIKSUKI LETTER VOCALIC R      | Bhaiksuki-Buchstabe vokalisches R     |
| U+11C07 (72711) | 𑰇               | anderer Buchstabe, Silbe oder Ideogramm | links nach rechts           | BHAIKSUKI LETTER VOCALIC RR     | Bhaiksuki-Buchstabe vokalisches Rr    |
| U+11C08 (72712) | 𑰈               | anderer Buchstabe, Silbe oder Ideogramm | links nach rechts           | BHAIKSUKI LETTER VOCALIC L      | Bhaiksuki-Buchstabe vokalisches L     |
| U+11C0A (72714) | 𑰊               | anderer Buchstabe, Silbe oder Ideogramm | links nach rechts           | BHAIKSUKI LETTER E              | Bhaiksuki-Buchstabe E                 |
| U+11C0B (72715) | 𑰋               | anderer Buchstabe, Silbe oder Ideogramm | links nach rechts           | BHAIKSUKI LETTER AI             | Bhaiksuki-Buchstabe Ai                |
| U+11C0C (72716) | 𑰌               | anderer Buchstabe, Silbe oder Ideogramm | links nach rechts           | BHAIKSUKI LETTER O              | Bhaiksuki-Buchstabe O                 |
| U+11C0D (72717) | 𑰍               | anderer Buchstabe, Silbe oder Ideogramm | links nach rechts           | BHAIKSUKI LETTER AU             | Bhaiksuki-Buchstabe Au                |
| U+11C0E (72718) | 𑰎               | anderer Buchstabe, Silbe oder Ideogramm | links nach rechts           | BHAIKSUKI LETTER KA             | Bhaiksuki-Buchstabe Ka                |
| U+11C0F (72719) | 𑰏               | anderer Buchstabe, Silbe oder Ideogramm | links nach rechts           | BHAIKSUKI LETTER KHA            | Bhaiksuki-Buchstabe Kha               |
| U+11C10 (72720) | 𑰐               | anderer Buchstabe, Silbe oder Ideogramm | links nach rechts           | BHAIKSUKI LETTER GA             | Bhaiksuki-Buchstabe Ga                |
| U+11C11 (72721) | 𑰑               | anderer Buchstabe, Silbe oder Ideogramm | links nach rechts           | BHAIKSUKI LETTER GHA            | Bhaiksuki-Buchstabe Gha               |
| U+11C12 (72722) | 𑰒               | anderer Buchstabe, Silbe oder Ideogramm | links nach rechts           | BHAIKSUKI LETTER NGA            | Bhaiksuki-Buchstabe Nga               |
| U+11C13 (72723) | 𑰓               | anderer Buchstabe, Silbe oder Ideogramm | links nach rechts           | BHAIKSUKI LETTER CA             | Bhaiksuki-Buchstabe Ca                |
| U+11C14 (72724) | 𑰔               | anderer Buchstabe, Silbe oder Ideogramm | links nach rechts           | BHAIKSUKI LETTER CHA            | Bhaiksuki-Buchstabe Cha               |
| U+11C15 (72725) | 𑰕               | anderer Buchstabe, Silbe oder Ideogramm | links nach rechts           | BHAIKSUKI LETTER JA             | Bhaiksuki-Buchstabe Ja                |
| U+11C16 (72726) | 𑰖               | anderer Buchstabe, Silbe oder Ideogramm | links nach rechts           | BHAIKSUKI LETTER JHA            | Bhaiksuki-Buchstabe Jha               |
| U+11C17 (72727) | 𑰗               | anderer Buchstabe, Silbe oder Ideogramm | links nach rechts           | BHAIKSUKI LETTER NYA            | Bhaiksuki-Buchstabe Nya               |
| U+11C18 (72728) | 𑰘               | anderer Buchstabe, Silbe oder Ideogramm | links nach rechts           | BHAIKSUKI LETTER TTA            | Bhaiksuki-Buchstabe Tta               |
| U+11C19 (72729) | 𑰙               | anderer Buchstabe, Silbe oder Ideogramm | links nach rechts           | BHAIKSUKI LETTER TTHA           | Bhaiksuki-Buchstabe Ttha              |
| U+11C1A (72730) | 𑰚               | anderer Buchstabe, Silbe oder Ideogramm | links nach rechts           | BHAIKSUKI LETTER DDA            | Bhaiksuki-Buchstabe Dda               |
| U+11C1B (72731) | 𑰛               | anderer Buchstabe, Silbe oder Ideogramm | links nach rechts           | BHAIKSUKI LETTER DDHA           | Bhaiksuki-Buchstabe Ddha              |
| U+11C1C (72732) | 𑰜               | anderer Buchstabe, Silbe oder Ideogramm | links nach rechts           | BHAIKSUKI LETTER NA             | Bhaiksuki-Buchstabe Na                |
| U+11C1D (72733) | 𑰝               | anderer Buchstabe, Silbe oder Ideogramm | links nach rechts           | BHAIKSUKI LETTER TA             | Bhaiksuki-Buchstabe Ta                |
| U+11C1E (72734) | 𑰞               | anderer Buchstabe, Silbe oder Ideogramm | links nach rechts           | BHAIKSUKI LETTER THA            | Bhaiksuki-Buchstabe Tha               |
| U+11C1F (72735) | 𑰟               | anderer Buchstabe, Silbe oder Ideogramm | links nach rechts           | BHAIKSUKI LETTER DA             | Bhaiksuki-Buchstabe Da                |
| U+11C20 (72736) | 𑰠               | anderer Buchstabe, Silbe oder Ideogramm | links nach rechts           | BHAIKSUKI LETTER DHA            | Bhaiksuki-Buchstabe Dha               |
| U+11C21 (72737) | 𑰡               | anderer Buchstabe, Silbe oder Ideogramm | links nach rechts           | BHAIKSUKI LETTER NA             | Bhaiksuki-Buchstabe Na                |
| U+11C22 (72738) | 𑰢               | anderer Buchstabe, Silbe oder Ideogramm | links nach rechts           | BHAIKSUKI LETTER PA             | Bhaiksuki-Buchstabe Pa                |
| U+11C23 (72739) | 𑰣               | anderer Buchstabe, Silbe oder Ideogramm | links nach rechts           | BHAIKSUKI LETTER PHA            | Bhaiksuki-Buchstabe Pha               |
| U+11C24 (72740) | 𑰤               | anderer Buchstabe, Silbe oder Ideogramm | links nach rechts           | BHAIKSUKI LETTER BA             | Bhaiksuki-Buchstabe Ba                |
| U+11C25 (72741) | 𑰥               | anderer Buchstabe, Silbe oder Ideogramm | links nach rechts           | BHAIKSUKI LETTER BHA            | Bhaiksuki-Buchstabe Bha               |
| U+11C26 (72742) | 𑰦               | anderer Buchstabe, Silbe oder Ideogramm | links nach rechts           | BHAIKSUKI LETTER MA             | Bhaiksuki-Buchstabe Ma                |
| U+11C27 (72743) | 𑰧               | anderer Buchstabe, Silbe oder Ideogramm | links nach rechts           | BHAIKSUKI LETTER YA             | Bhaiksuki-Buchstabe Ya                |
| U+11C28 (72744) | 𑰨               | anderer Buchstabe, Silbe oder Ideogramm | links nach rechts           | BHAIKSUKI LETTER RA             | Bhaiksuki-Buchstabe Ra                |
| U+11C29 (72745) | 𑰩               | anderer Buchstabe, Silbe oder Ideogramm | links nach rechts           | BHAIKSUKI LETTER LA             | Bhaiksuki-Buchstabe La                |
| U+11C2A (72746) | 𑰪               | anderer Buchstabe, Silbe oder Ideogramm | links nach rechts           | BHAIKSUKI LETTER VA             | Bhaiksuki-Buchstabe Va                |
| U+11C2B (72747) | 𑰫               | anderer Buchstabe, Silbe oder Ideogramm | links nach rechts           | BHAIKSUKI LETTER SHA            | Bhaiksuki-Buchstabe Sha               |
| U+11C2C (72748) | 𑰬               | anderer Buchstabe, Silbe oder Ideogramm | links nach rechts           | BHAIKSUKI LETTER SSA            | Bhaiksuki-Buchstabe Ssa               |
| U+11C2D (72749) | 𑰭               | anderer Buchstabe, Silbe oder Ideogramm | links nach rechts           | BHAIKSUKI LETTER SA             | Bhaiksuki-Buchstabe Sa                |
| U+11C2E (72750) | 𑰮               | anderer Buchstabe, Silbe oder Ideogramm | links nach rechts           | BHAIKSUKI LETTER HA             | Bhaiksuki-Buchstabe Ha                |
| U+11C2F (72751) | 𑰯                | Markierung mit Extrabreite              | links nach rechts           | BHAIKSUKI VOWEL SIGN AA         | Bhaiksuki-Vokalzeichen Aa             |
| U+11C30 (72752) | 𑰰                | Markierung ohne Extrabreite             | Markierung ohne Extrabreite | BHAIKSUKI VOWEL SIGN I          | Bhaiksuki-Vokalzeichen I              |
| U+11C31 (72753) | 𑰱                | Markierung ohne Extrabreite             | Markierung ohne Extrabreite | BHAIKSUKI VOWEL SIGN II         | Bhaiksuki-Vokalzeichen Ii             |
| U+11C32 (72754) | 𑰲                | Markierung ohne Extrabreite             | Markierung ohne Extrabreite | BHAIKSUKI VOWEL SIGN U          | Bhaiksuki-Vokalzeichen U              |
| U+11C33 (72755) | 𑰳                | Markierung ohne Extrabreite             | Markierung ohne Extrabreite | BHAIKSUKI VOWEL SIGN UU         | Bhaiksuki-Vokalzeichen Uu             |
| U+11C34 (72756) | 𑰴                | Markierung ohne Extrabreite             | Markierung ohne Extrabreite | BHAIKSUKI VOWEL SIGN VOCALIC R  | Bhaiksuki-Vokalzeichen vokalisches R  |
| U+11C35 (72757) | 𑰵                | Markierung ohne Extrabreite             | Markierung ohne Extrabreite | BHAIKSUKI VOWEL SIGN VOCALIC RR | Bhaiksuki-Vokalzeichen vokalisches Rr |
| U+11C36 (72758) | 𑰶                | Markierung ohne Extrabreite             | Markierung ohne Extrabreite | BHAIKSUKI VOWEL SIGN VOCALIC L  | Bhaiksuki-Vokalzeichen vokalisches L  |
| U+11C38 (72760) | 𑰸                | Markierung ohne Extrabreite             | Markierung ohne Extrabreite | BHAIKSUKI VOWEL SIGN E          | Bhaiksuki-Vokalzeichen E              |
| U+11C39 (72761) | 𑰹                | Markierung ohne Extrabreite             | Markierung ohne Extrabreite | BHAIKSUKI VOWEL SIGN AI         | Bhaiksuki-Vokalzeichen Ai             |
| U+11C3A (72762) | 𑰺                | Markierung ohne Extrabreite             | Markierung ohne Extrabreite | BHAIKSUKI VOWEL SIGN O          | Bhaiksuki-Vokalzeichen O              |
| U+11C3B (72763) | 𑰻                | Markierung ohne Extrabreite             | Markierung ohne Extrabreite | BHAIKSUKI VOWEL SIGN AU         | Bhaiksuki-Vokalzeichen Au             |
| U+11C3C (72764) | 𑰼                | Markierung ohne Extrabreite             | Markierung ohne Extrabreite | BHAIKSUKI SIGN CANDRABINDU      | Bhaiksuki-Zeichen Chandrabindu        |
| U+11C3D (72765) | 𑰽                | Markierung ohne Extrabreite             | Markierung ohne Extrabreite | BHAIKSUKI SIGN ANUSVARA         | Bhaiksuki-Zeichen Anusvara            |
| U+11C3E (72766) | 𑰾                | Markierung mit Extrabreite              | links nach rechts           | BHAIKSUKI SIGN VISARGA          | Bhaiksuki-Zeichen Visarga             |
| U+11C3F (72767) | 𑰿                | Markierung mit Extrabreite              | links nach rechts           | BHAIKSUKI SIGN VIRAMA           | Bhaiksuki-Zeichen Virama              |
| U+11C40 (72768) | 𑱀               | Markierung mit Extrabreite              | links nach rechts           | BHAIKSUKI SIGN AVAGRAHA         | Bhaiksuki-Zeichen Avagraha            |
| U+11C41 (72769) | 𑱁               | andere Interpunktion                    | links nach rechts           | BHAIKSUKI DANDA                 | Bhaiksuki-Danda                       |
| U+11C42 (72770) | 𑱂               | andere Interpunktion                    | links nach rechts           | BHAIKSUKI DOUBLE DANDA          | Bhaiksuki-Doppeldanda                 |
| U+11C43 (72771) | 𑱃               | andere Interpunktion                    | links nach rechts           | BHAIKSUKI WORD SEPARATOR        | Bhaiksuki-Worttrenner                 |
| U+11C44 (72772) | 𑱄               | andere Interpunktion                    | links nach rechts           | BHAIKSUKI GAP FILLER-1          | Bhaiksuki-Lückenfüller 1              |
| U+11C45 (72773) | 𑱅               | andere Interpunktion                    | links nach rechts           | BHAIKSUKI GAP FILLER-2          | Bhaiksuki-Lückenfüller 2              |
| U+11C50 (72784) | 𑱐               | Dezimalziffer                           | links nach rechts           | BHAIKSUKI DIGIT ZERO            | Bhaiksuki-Ziffer Null                 |
| U+11C51 (72785) | 𑱑               | Dezimalziffer                           | links nach rechts           | BHAIKSUKI DIGIT ONE             | Bhaiksuki-Ziffer Eins                 |
| U+11C52 (72786) | 𑱒               | Dezimalziffer                           | links nach rechts           | BHAIKSUKI DIGIT TWO             | Bhaiksuki-Ziffer Zwei                 |
| U+11C53 (72787) | 𑱓               | Dezimalziffer                           | links nach rechts           | BHAIKSUKI DIGIT THREE           | Bhaiksuki-Ziffer Drei                 |
| U+11C54 (72788) | 𑱔               | Dezimalziffer                           | links nach rechts           | BHAIKSUKI DIGIT FOUR            | Bhaiksuki-Ziffer Vier                 |
| U+11C55 (72789) | 𑱕               | Dezimalziffer                           | links nach rechts           | BHAIKSUKI DIGIT FIVE            | Bhaiksuki-Ziffer Fünf                 |
| U+11C56 (72790) | 𑱖               | Dezimalziffer                           | links nach rechts           | BHAIKSUKI DIGIT SIX             | Bhaiksuki-Ziffer Sechs                |
| U+11C57 (72791) | 𑱗               | Dezimalziffer                           | links nach rechts           | BHAIKSUKI DIGIT SEVEN           | Bhaiksuki-Ziffer Sieben               |
| U+11C58 (72792) | 𑱘               | Dezimalziffer                           | links nach rechts           | BHAIKSUKI DIGIT EIGHT           | Bhaiksuki-Ziffer Acht                 |
| U+11C59 (72793) | 𑱙               | Dezimalziffer                           | links nach rechts           | BHAIKSUKI DIGIT NINE            | Bhaiksuki-Ziffer Neun                 |
| U+11C5A (72794) | 𑱚               | anderes Zahlzeichen                     | links nach rechts           | BHAIKSUKI NUMBER ONE            | Bhaiksuki-Zahl Eins                   |
| U+11C5B (72795) | 𑱛               | anderes Zahlzeichen                     | links nach rechts           | BHAIKSUKI NUMBER TWO            | Bhaiksuki-Zahl Zwei                   |
| U+11C5C (72796) | 𑱜               | anderes Zahlzeichen                     | links nach rechts           | BHAIKSUKI NUMBER THREE          | Bhaiksuki-Zahl Drei                   |
| U+11C5D (72797) | 𑱝               | anderes Zahlzeichen                     | links nach rechts           | BHAIKSUKI NUMBER FOUR           | Bhaiksuki-Zahl Vier                   |
| U+11C5E (72798) | 𑱞               | anderes Zahlzeichen                     | links nach rechts           | BHAIKSUKI NUMBER FIVE           | Bhaiksuki-Zahl Fünf                   |
| U+11C5F (72799) | 𑱟               | anderes Zahlzeichen                     | links nach rechts           | BHAIKSUKI NUMBER SIX            | Bhaiksuki-Zahl Sechs                  |
| U+11C60 (72800) | 𑱠               | anderes Zahlzeichen                     | links nach rechts           | BHAIKSUKI NUMBER SEVEN          | Bhaiksuki-Zahl Sieben                 |
| U+11C61 (72801) | 𑱡               | anderes Zahlzeichen                     | links nach rechts           | BHAIKSUKI NUMBER EIGHT          | Bhaiksuki-Zahl Acht                   |
| U+11C62 (72802) | 𑱢               | anderes Zahlzeichen                     | links nach rechts           | BHAIKSUKI NUMBER NINE           | Bhaiksuki-Zahl Neun                   |
| U+11C63 (72803) | 𑱣               | anderes Zahlzeichen                     | links nach rechts           | BHAIKSUKI NUMBER TEN            | Bhaiksuki-Zahl Zehn                   |
| U+11C64 (72804) | 𑱤               | anderes Zahlzeichen                     | links nach rechts           | BHAIKSUKI NUMBER TWENTY         | Bhaiksuki-Zahl Zwanzig                |
| U+11C65 (72805) | 𑱥               | anderes Zahlzeichen                     | links nach rechts           | BHAIKSUKI NUMBER THIRTY         | Bhaiksuki-Zahl Dreißig                |
| U+11C66 (72806) | 𑱦               | anderes Zahlzeichen                     | links nach rechts           | BHAIKSUKI NUMBER FORTY          | Bhaiksuki-Zahl Vierzig                |
| U+11C67 (72807) | 𑱧               | anderes Zahlzeichen                     | links nach rechts           | BHAIKSUKI NUMBER FIFTY          | Bhaiksuki-Zahl Fünfzig                |
| U+11C68 (72808) | 𑱨               | anderes Zahlzeichen                     | links nach rechts           | BHAIKSUKI NUMBER SIXTY          | Bhaiksuki-Zahl Sechzig                |
| U+11C69 (72809) | 𑱩               | anderes Zahlzeichen                     | links nach rechts           | BHAIKSUKI NUMBER SEVENTY        | Bhaiksuki-Zahl Siebzig                |
| U+11C6A (72810) | 𑱪               | anderes Zahlzeichen                     | links nach rechts           | BHAIKSUKI NUMBER EIGHTY         | Bhaiksuki-Zahl Achtzig                |
| U+11C6B (72811) | 𑱫               | anderes Zahlzeichen                     | links nach rechts           | BHAIKSUKI NUMBER NINETY         | Bhaiksuki-Zahl Neunzig                |
| U+11C6C (72812) | 𑱬               | anderes Zahlzeichen                     | links nach rechts           | BHAIKSUKI HUNDREDS UNIT MARK    | Bhaiksuki-Hunderterzeichen            |